# Maucourt-sur-Orne
 Maucourt-sur-Orne  es una población y comuna francesa, en la región de Lorena, departamento de Mosa, en el distrito de Verdún y cantón de Étain.

## Demografía
| 122 | 70 | 63 | 54 | 44 | 44 |
| Para los censos de 1962 a 1999 la población legal corresponde a la población sin duplicidades (Fuente: INSEE [Consultar]) |    |    |    |    |    |